# Waterford

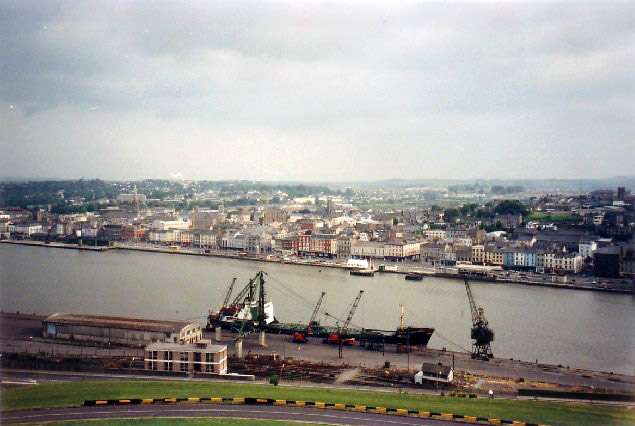
Panorama miasta

Waterford (irl. Port Láirge, staronord. Vedrarfjord – „wietrzny fjord”) – miasto w hrabstwie Waterford w Irlandii. Główne miasto na południowym wschodzie kraju i piąte co do wielkości w kraju. Założone w roku 914 przez wikingów, jest najstarszym miastem w Irlandii. W roku 2011 liczba ludności Waterford wynosiła 46 732.

## Historia
Waterford jest największym miastem w kraju, spośród tych, które zachowały nazwy pochodzące od wikingów. Wieża Reginalda (Reginald’s Tower), nazwana tak na cześć założyciela miasta, Regnalla, to najstarszy miejski zabytek w Irlandii i jednocześnie najstarszy zachowany zabytek z czasów wikingów. Płynąca przez miasto rzeka Suir związała Waterford z morzem i przez ponad tysiąc lat Port Waterford był jednym z najważniejszych portów morskich w Irlandii. W XIX wieku przemysł stoczniowy dominował w mieście. Właściciele stoczni Neptune Shipyard, rodzina Malcomson, dysponowali największą na świecie fllotą parowców na przełomie lat 50. i 60. XX wieku. Wśród nich znajdowało się aż pięć transatlantyków. Obecnie Waterford znane jest na świecie z fabryki kryształów Waterford Crystal. Szkło i kryształy są produkowane w mieście od roku 1783.
Wikingowie założyli pierwszą osadę w miejscu Waterford w roku 853. Był to jeden z portów, które opuszczono w roku 902, kiedy wikingów wypędzili z tych ziem rodowici Irlandczycy. W roku 914 wikingowie powrócili do Irlandii, odbudowując osadę w Waterford, która miała stać się pierwszym miastem na wyspie. W roku 1137, Diarmuid MacMorrough, Król Leinsteru, napadł na Waterford, lecz nie udało mu się zająć miasta. Powrócił w roku 1170 wraz z najeminkami normańskimi dowodzonymi przez Richarda de Clare, Earla Pembroke. Po zaciętym boju udało im się zająć miasto. Tym samym Anglo-Normanie pojawili się w Irlandii. W roku 1171 król Henryk II wylądował w Waterford, nadając miastu tytuł miasta królewskiego. Podobny tytuł otrzymał Dublin, który został stolicą Irlandii.
W okresie Średniowiecza Waterford było drugim co do wielkości, po Dublinie, miastem Irlandii. W XV w. Waterford odrzuciło dwóch pretendentów do angielskiego tronu: Lamberta Simnela i Perkina Warbecka. Podczas Reformacji, Waterford pozostało miastem katolickim i dołączyło do Konfederacji Kilkenny – niezależnego katolickiego rządu sprawującego swój urząd w latach 1642-1649. Rządy te zakończyły się podczas najazdu Olivera Cromwella, który przywrócił kraj pod panowanie korony brytyjskiej; w roku 1650 jego siostrzeniec, Henry Ireton, zajął Waterford po długotrwałym oblężeniu.
Wiek XVIII to czasy wielkiej prosperity dla Waterford. Wtedy wybudowano większość najważniejszych budynków w mieście. W 1782 osiedliły się tu około 100 rodzin szwajcarskich zegarmistrzów, które opuściły Genewę w obawie przed rosnącymi wpływami Francji zagrażającym tradycjom protestanckim. Ówczesny premier Wielkiej Brytanii William Petty, 2. hrabia Shelburne poparł dążenia grupy rodzin reprezentowanych przez młodego adwokata Francois D'Ivernois i przyznał kwotę 50 000 funtów na wsparcie osadników. Obiecywał również wsparcie w utworzeniu Akademii Protestanckiej na wzór Academy of Geneva, ale te plany nie zostały spełnione, ponieważ w 1783 tekę premiera Wielkiej Brytanii objął William Pitt Młodszy, który nie był zainteresowany wsparciem dla budowy Nowej Genewy w Waterford. Rozczarowane rodziny podjęły decyzje o powrocie do Genewy lub dołączyły do istniejących wspólnot protestanckich w Kolonii lub Brukseli. Z kolei w wieku XIX w Waterford rozwinął się przemysł stoczniowy, a także produkcja szkła i kryształów.

## Architektura
Najstarsza część Waterford to tzw. Trójkąt Wikingów, otoczony przez zachowane do dziś fragmenty fortyfikacji z X w. Jednym z wierzchołków tego trójkąta jest słynna Wieża Reginalda. Kiedyś tutaj właśnie koncentrowało się życie miasta, jednak potem centrum przesunęło się nieco na zachód i obecnie w tej spokojnej i cichej części miasta dominują wąskie uliczki i gęsta miejska zabudowa. W ostatnim czasie otwarto tutaj wiele małych restauracji i barów. W tej części miasta można znaleźć obiekty architektoniczne Waterford.
W XV w. miasto powiększono, dobudowując mury miejskie na zachodzie. W Waterford zachowało się najwięcej fragmentów murów miejskich ze wszystkich miast w Irlandii. Jedynie w Derry, w Irlandii Północnej, jest więcej zachowanych murów, jednak pochodzą one z późniejszego okresu. Codziennie organizowane są wycieczki po miejskich murach Waterford.
The Quay, czyli nabrzeże portowe, ma ponad półtora kilometra długości i dzieli się na kilka części: od Grattan Quay do Adelphi Quay. Obecnie mieści się tam wiele biur, sklepów a Adelphi Quay to dzielnica mieszkaniowa. Turyści przyjeżdżający z północy mogą podziwiać panoramę nabrzeża. W pobliżu Wieży Reginalda znajduje się William Vincent Wallace Plaza, upamiętniający słynnego kompozytora urodzonego w Waterford.
Plac Johna Robertsa to przestrzeń zamknięta dla ruchu kołowego. Tutaj znajduje się większość sklepów i punktów usługowych miasta. Plac na rogu Barronstrand Street, Broad Street i George’s Street został nazwany imieniem architekta Waterford. Mieszkańcy miasta często nazywają go Placem Czerwonym, ze względu na kolor kostki, jaka dominowała na nim w przeszłości.
Ballybricken, dzielnica leżąca na zachodzie miasta, tuż za granicą murów miejskich, uważana jest za rdzennie irlandzką część Waterford. Takie osady często powstawały na obrzeżach miast i były zamieszkiwane przez rdzennych Irlandczyków oraz wikingów wypędzonych z miast podczas podboju Irlandii przez Normanów. Ballybricken to osada na wzgórzu, które w przeszłości było wielkim tagrowiskiem. Obecnie plac został przekształcony w teren zielony dostępny dla wszystkich. Na samym środku placu pozostawiono tzw. Bull Post, gdzie handlowano bydłem.
Ferrybank to jedyna dzielnica Waterford leżąca na północnym brzegu rzeki. Jest to w zasadzie osobne miasteczko z własnym rynkiem, które zawsze było odizolowane od centrum miasta z powodu braku dogodnej przeprawy przez rzekę Suir.
W kwietniu 2003 roku w Woodstown, niedaleko Waterford, odkryto ślady osady z V w. oraz miasta wikingów z IX w. Są to najstarsze ślady osadnictwa wikingów na terenie Irlandii.

### Zabytki
- katedra Kościoła Chrystusowego

## Kultura

### Muzea
- Waterford Museum of Treasures mieszczące się w starym spichlerzu przy Merchant’s Quay, jest muzeum w mieście. Prezentuje kolekcję unikatowych przedmiotów dokumentujących ponad 1000 lat historii Waterford.
- Wieża Reginalda, obecnie mieszcząca muzeum historyczne, budynek, który z biegiem lat kilkakrotnie zmieniał swoje przeznaczenie.

### Galerie
- Waterford Municipal Art Gallery mieści się w budynku Greyfriars od roku 2001 i prezentuje ponad 200 dzieł artystów irlandzkich i zagranicznych, w tym Jacka B Yeatsa, Paula Henry’ego, Charlesa Lamba i Loiusa Le Brocquy.
- Garter Lane
- Dyehouse Gallery
- Manifesto Gallery

### Teatry
W Waterford mieszczą się dwa teatry:
- The Theatre Royal (Teatr Królewski)
- Garter Lane

Działają również trzy grupy teatralne:
- Red Kettle
- Spraoi – grupa teatrów ulicznych działająca w mieście i okolicach. Organizuje doroczny festiwal sztuki ulicznej Spraoi Festival i regularnie uczestniczy w paradach z okazji Dnia Św. Patryka w Waterford i w Dublinie.
- Waterford Youth Arts

### Wydarzenia
- Spraoi Festiwal – organizowany przez grupę teatralną Spraoi, odbywa się co roku latem.
- Międzynarodowy Festiwal Operetkowy
- Wyścig Żaglowców

### Kina
- Omniplex
- Odeon Cinema

### Biblioteki
W Waterford są trzy biblioteki zarządzane przez władze miejskie:
- Biblioteka Centralna przy Lady Lane
- Biblioteka Ardkeen w centrum handlowym przy Dunmore Road
- Biblioteka przy Brown’s Road

Biblioteka Centralna została otwarta w roku 1905 jako pierwsza ufundowana przez irlandzkiego biznesmena Andrew Carnegie, który założył 2509 bibliotek na całym świecie. W roku 2004 została odnowiona. Dodatkowo w mieście działa Polska Biblioteka Parafialna, założona przez polską społeczność. Księgozbiór liczy ok. 300 pozycji, głównie książek oddanych przez Polaków mieszkających w mieście oraz zakupionych przez miejscowego polskiego księdza.

## Media

### Radio
- Waterford Local Radio (WLR)
- Beat 102-103

### Gazety
- The Waterford News & Star
- The Munster Express
- Waterford Today – gazeta darmowa

## Edukacja
W Waterford mieści się 21 szkół podstawowych i 9 średnich. Ponadto w mieście znajduje się szkoła wyższa Waterford Institute of Technology (WIT), która ma wkrótce otrzymać status uniwersytetu oraz Waterford College of Further Education, szkoła wyższa dla dorosłych.

## Miasta partnerskie
- Saint John’s, Kanada
- Rochester, USA
- Saint-Herblain, Francja